# Initiative populaire « Pour une caisse maladie unique et sociale »
L'initiative populaire  « Pour une caisse maladie unique et sociale » est une initiative populaire suisse, rejetée par le peuple et les cantons le 11 mars 2007.

## Contenu
L'initiative propose de modifier l'article 117 de la Constitution fédérale pour créer une caisse maladie unique pour l'assurance-maladie obligatoire ; le financement de cette caisse doit être assuré par des primes calculées « en fonction de la capacité économique des assurés ».
Le texte complet de l'initiative peut être consulté sur le site de la Chancellerie fédérale.

## Déroulement

### Contexte historique
En Suisse, l'assurance-maladie et accidents est la plus ancienne assurance sociale au niveau fédéral ; en effet, l'article constitutionnel 34bis qui définit cette assurance existe depuis 1890. La loi d'application de cette mesure, quant à elle, date du 13 juin 1911 et, après un premier refus populaire le 20 mai 1900, a été approuvée en votation le 4 février 1912 ; elle n'a pas, jusqu'à cette proposition, subi de changements importants : elle définit une assurance-maladie individuelle, facultative et subventionnée et une assurance contre les accidents professionnels obligatoire pour les travailleurs, dont les frais sont partagés entre les employeurs et les salariés.
Bien qu'elle ne soit pas obligatoire, l'assurance-maladie voit son succès aller en grandissant au fil des années : de 14 % de la population en 1915, le taux de personnes assurées passe à 48 % en 1945 et à 89 % en 1970. Sur le plan des prestations, ce sont les frais médico-pharmaceutiques qui augmentent fortement, faisant plus que doubler entre 1960 et 1970 par exemple.
À partir de 1970, les demandes de révisions de la loi sur l'assurance-maladie et l'assurance accidents se multiplient au Parlement : passage à une assurance obligatoire, création d'une assurance-maternité et d'une assurance familiale, financement spécial des frais hospitaliers, révision du financement et des prestations sont autant de sujets qui sont demandés par les députés. Afin de faire le point sur ce sujet, le Conseil fédéral nomme, en février 1969, une commission de 50 membres ; celle-ci rend son rapport le 18 avril 1972 dans lequel elle préconise la création d'une assurance hospitalisation obligatoire, détachée de l'assurance-maladie et financée par un relèvement des cotisations sociales ; cette proposition sera ultérieurement connue sous le nom de « modèle de Flims ». Sa publication provoque un vif débat duquel surgissent trois autres propositions (appelées « Modèle 1972 », « Modèle de Soleure » et « Modèle Grütli »).
Entre-temps, une initiative populaire « pour une meilleure assurance-maladie » est déposée par le Parti socialiste suisse en 1970 afin de rendre obligatoire l'assurance-maladie, l'assurance-maternité et l'assurance-accidents pour les travailleurs. Ni cette proposition, ni le contre-projet direct proposé par le gouvernement ne seront approuvés lors de la votation du 8 décembre 1974.
Immédiatement après ce double refus populaire, plusieurs parlementaires demandent une révision de la loi sur l'assurance-maladie ; sur cette base, le Conseil fédéral va former une nouvelle commission chargée de préparer une révision partielle de cette loi. Cette dernière rendra son rapport le 5 juillet 1977, rapport utilisé par le Conseil fédéral pour établir une proposition de loi qu'il présente le 19 août 1981 et qui, selon ses auteurs « se limite aux modifications considérées comme particulièrement urgentes » en élargissant le cercle des bénéficiaires, en étendant partiellement les prestations et en rendant obligatoire l'assurance perte de gain. Un nouveau refus populaire de révision partielle de l'assurance-maladie couronnera ces travaux le 6 décembre 1987.
Pendant la période de discussion sur la votation de la révision de 1987, le concordat des caisses-maladie suisses lance une nouvelle initiative populaire non pas pour modifier l'organisation ou la couverture accordée par l'assurance-maladie, mais pour en maîtriser les coûts ; cette initiative est à son tour refusée en votation le 16 février 1992. C'est le même sort qui est réservé à l'initiative populaire « pour une saine assurance-maladie » du Parti socialiste qui est rejetée en votation le 4 décembre 1994, le jour même où la nouvelle loi sur l'assurance-maladie (LAMal) qui définit comme objectifs principaux la couverture des besoins en soins la solidarité et la maîtrise des coûts est acceptée par près de 52 % des votants.
Trois ans après l'entrée en vigueur de cette révision, le groupe Denner relève que, contrairement aux désir des autorités de maîtrise des coûts, « les primes de l’assurance-maladie croissent sans cesse, le marché libre en matière d’assurance-maladie est un vain mot, et [..] la solidarité entre patients et assurés des diverses classes d’âge ne fonctionn[e] pas ». Le groupe lance alors deux initiatives visant à réduire ces coûts : la première, intitulée « pour des coûts hospitaliers moins élevés » et proposant de limiter le remboursement des caisses-maladie aux frais d'hospitalisation est rejetée le 26 novembre 2000 tout comme la seconde, baptisée « pour des médicaments à moindre prix » et demandant de diminuer les contrôles sur certains médicaments, qui est refusée le 4 mars 2001. Deux ans plus tard, c'est le Parti socialiste qui lance à son tour une initiative intitulée « La santé à un prix abordable » sur le sujet, non pas pour diminuer les coûts de l'assurance-maladie obligatoire, mais pour fixer les primes en fonction des revenus des assurés ; cette initiative est rejetée le 18 mai 2003
Outre ces initiatives, plusieurs autres propositions n'obtiendront pas le nombre de signatures nécessaires ; c'est le cas pour l'initiative « pour une assurance de base minimale et des primes d'assurance-maladie abordables » en 2002, l'initiative « Pour une maîtrise des primes de l'assurance maladie » en 2003 et enfin l'initiative « pour la suppression de l'obligation de s'assurer contre la maladie » en 2004.
En lançant cette initiative, le mouvement populaire des familles (en Suisse romande) et les partis de gauche (en Suisse allemande) dénoncent une « pseudo-concurrence » basée sur le fait que toutes les caisses maladies doivent fournir les mêmes prestations pour l'assurance de base. Selon les initiants, une caisse unique, sur le modèle de l'assurance-vieillesse et survivants, « encourage une administration simple, sans rien de superflu » ; toujours selon les initiants, le calcul des primes selon les capacités financières des assurés permettrait une baisse des primes pour 2/3 de la population suisse.

### Récolte des signatures et dépôt de l'initiative
La récolte des 100 000 signatures nécessaires a débuté le 6 juin 2003. Le 9 décembre 2004, l'initiative a été déposée à la Chancellerie fédérale qui a constaté son aboutissement le 10 janvier 2005.

### Discussions et recommandations des autorités
Le parlement et le Conseil fédéral ont recommandé le rejet de cette initiative. Dans son message aux Chambres fédérales, le gouvernement « pense [..] qu'un système composé d'une pluralité d'assureurs dans l'assurance-maladie sociale présente d'évidents avantages par rapport à une situation de monopole avec une seule caisse-maladie ». La proposition de financer l'assurance-maladie par des primes calculées en fonction de la capacité économique des assurés reviendrait, selon le Conseil fédéral, à créer un nouvel impôt ; il rappelle également qu'une telle proposition avait été rejetée largement lors de la votation sur l'initiative-santé deux ans plus tôt.
Les recommandations de vote des partis politiques sont les suivantes : 
| Parti politique              | Recommandation |
| ---------------------------- | -------------- |
| Démocrates suisses           | non            |
| Parti chrétien-social        | oui            |
| Parti démocrate-chrétien     | non            |
| Parti évangélique            | non            |
| Parti libéral                | non            |
| Parti radical-démocratique   | non            |
| Parti socialiste             | oui            |
| Union démocratique du centre | non            |
| Union démocratique fédérale  | non            |
| Les Verts                    | oui            |

### Votation
Soumise à la votation le 11 mars 2007, l'initiative est refusée par 18 6/2 cantons (soit tous à l'exception des cantons de Neuchâtel et du Jura) et par 71,2 % des suffrages exprimés. Le tableau ci-dessous détaille les résultats par cantons :

## Effet
Après ce refus populaire, l'initiative populaire « Pour une caisse publique d'assurance-maladie » est déposée en 2011 et rejetée en 2014.

## Documentaire
- « Comment on a tué la caisse unique » (2011), diffusé dans le cadre de l'émission Temps présent.